# Pomnik Armii Krajowej we Włocławku
Pomnik Armii Krajowej we Włocławku – pomnik upamiętniający żołnierzy Armii Krajowej, ale też i innych polskich formacji wojskowych okresu II wojny światowej oraz bohaterów Poznańskiego Czerwca, usytuowany w Parku im. Władysława Łokietka we Włocławku.
Pomnik jest miejscem spotkań z okazji Świąt patriotycznych i ważnych dla Polski rocznic. Celebruje się tu m.in. rocznicę powstania Armii Krajowej (14 lutego), Narodowy Dzień Pamięci „Żołnierzy Wyklętych” (1 marca), Narodowy Dzień Pamięci Powstania Warszawskiego (1 sierpnia), rocznicę agresji ZSRR na Polskę (17 września) czy Dzień Podziemnego Państwa Polskiego (27 września). Z okazji Narodowego Święta Niepodległości i Święta Narodowego Trzeciego Maja organizuje się ogniska patriotyczne.

## Historia
Powstanie Pomnika wiąże się z historią Parafii Najświętszego Zbawiciela we Włocławku. W 1992 roku została ona wyznaczona na parafię garnizonową, chociaż związki z włocławskimi kombatantami utrzymywała od powstania w 1958 roku.
Pomysł na budowę pomnika powstał na spotkaniu inaugurującym działalność Zarządu Wojewódzkiego Komitetu Ochrony Pamięci Walk i Męczeństwa we Włocławku, które odbyło się 3 lipca 1998 roku. Komitet współtworzyli przedstawiciele Urzędu Wojewódzkiego, wojska, kombatantów i duchowieństwa. Pomysł zgłosił prezes zarządu p. Michał Krzywicki, a zarząd go zaakceptował.
Następnie powołano Komitet Organizacyjny Budowy Pomnika, działający pod auspicjami włocławskiego oddziału Światowego Związku Żołnierzy AK. Komitet zwrócił się z prośbą o zaprojektowanie pomnika do włocławskiego artysty, Antoniego Bisagi, od lat związanego już z parafią Najświętszego Zbawiciela we Włocławku. 70% funduszy przeznaczonych na budowę pomnika zebrali weterani Armii Krajowej, głównie przed kościołami włocławskiej diecezji. Szczególnie dużo starań dla uzyskania zgody i funduszy na budowę pomnika położył weteran Armii Krajowej Klemens Sobociński (1921-2010).
Władze miasta nie były przychylne budowie pomnika, który miał stanąć na terenie Parku im. Władysława Łokietka. Przez kilka lat odmawiały wydania zezwolenia, uzasadniając swoją decyzję brakiem odpowiedniej dokumentacji. Ostatecznie, odpowiadając na prośbę weteranów AK, sprawę przesądził ks. proboszcz Zbigniew Szygenda. Podczas rozmowy telefonicznej, w stanowczych słowach zażądał od  ówczesnego prezydenta miasta Stanisława Wawrzonkoskiego, wydanie zgody. Jednocześnie zapowiedział, że w przeciwnym razie pomnik powstanie na terenie należącym do Kościoła, bez względu na wydanie zgody. Następnego dnia władze miasta wydały zgodę na budowę pomnika.
Poświęcenie pomnika odbyło się 3 maja 2000 roku. Dokonał go biskup Bronisław Dembowski. W uroczystości wzięli udział proboszczowie z Włocławka, władze samorządowe i wojewódzkie oraz przedstawiciele Zarządu Głównego Armii Krajowej z Warszawy. W ceremonii asystowało wojsko. Z tej okazji uczniowie ze Szkoły Podstawowej nr 14 im. Marszałka Józefa Piłsudskiego przedstawiły program o Armii Krajowej pt. Oni przynieśli nam wolność.

## Lokalizacja i wygląd
Pomnik jest usytuowany tuż przy parkingu Kościoła pw. Najświętszego Zbawiciela, na skraju Parku im. Władysława Łokietka.
Monument wykonała firma Granit Strzegom S.A. Kształt rzeźbiarski, według projektu Antoniego Bisagi nadał Jacek Milewicz. Do budowy użyto litego granitu strzegomskiego. Pomnik ma kształt krzyża u którego podstaw leży pięć głazów. Krzyż ogarniają płomienie. Pod poprzeczną belką zawieszono postać Orła Białego. Niżej zaś zamieszczono daty związane z historią Polski, tj. lata: 1939 (Kampania wrześniowa); 1942 (powstanie AK); 1944 (Powstanie warszawskie); 1945 (Kapitulacja III Rzeszy) i 1956 (Poznański Czerwiec).
Na największym z głazów u podstaw Krzyża zapisano dedykację Cześć i chwała żołnierzom Armii Krajowej poległym i pomordowanym w II wojnie światowej w kraju i poza granicami przez okupantów, a po wojnie przez reżim stalinowski - Światowy Związek Żołnierzy Armii Krajowej, żołnierze garnizonu, społeczeństwo. Włocławek 1999. Pierwotnie na pomniku miał się znaleźć napis mówiący o reżimie komunistycznym, ale nie zezwoliły na to władze miasta. Zastąpiono je słowem stalinowski, które odnosi się do węższego okresu historii Polski.
Pomnik Armii Krajowej jest wymieniany jako najbardziej znane dzieło Antoniego Bisagi, o czym mówi m.in. wystawa pt. Antoni Bisaga. Remanent twórczości Anno Domini 2010, prezentowana w Muzeum Zbiorów Sztuki we Włocławku.

## Galeria

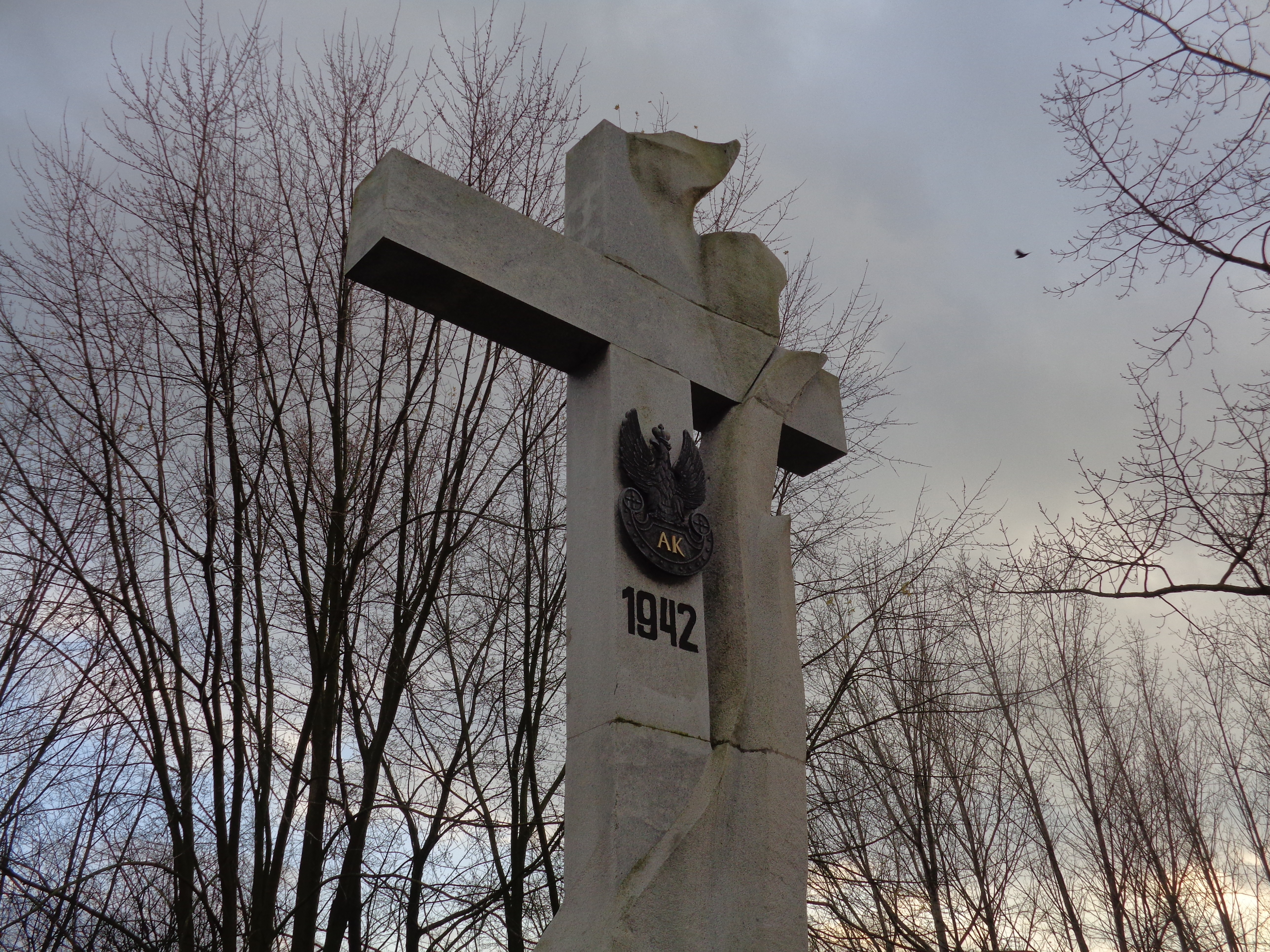
Krzyż zwieńczający pomnik
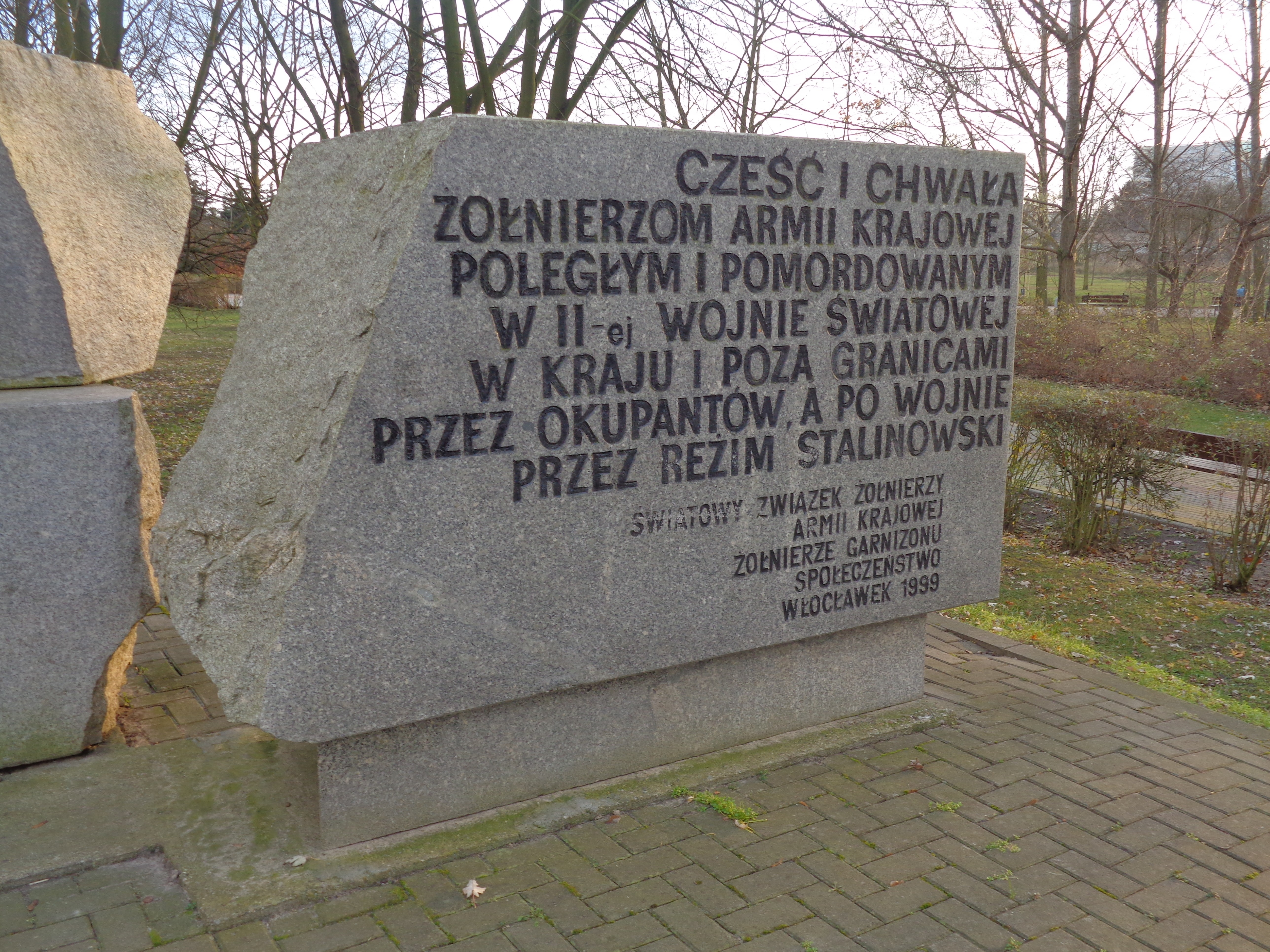
Głaz z dedykacją
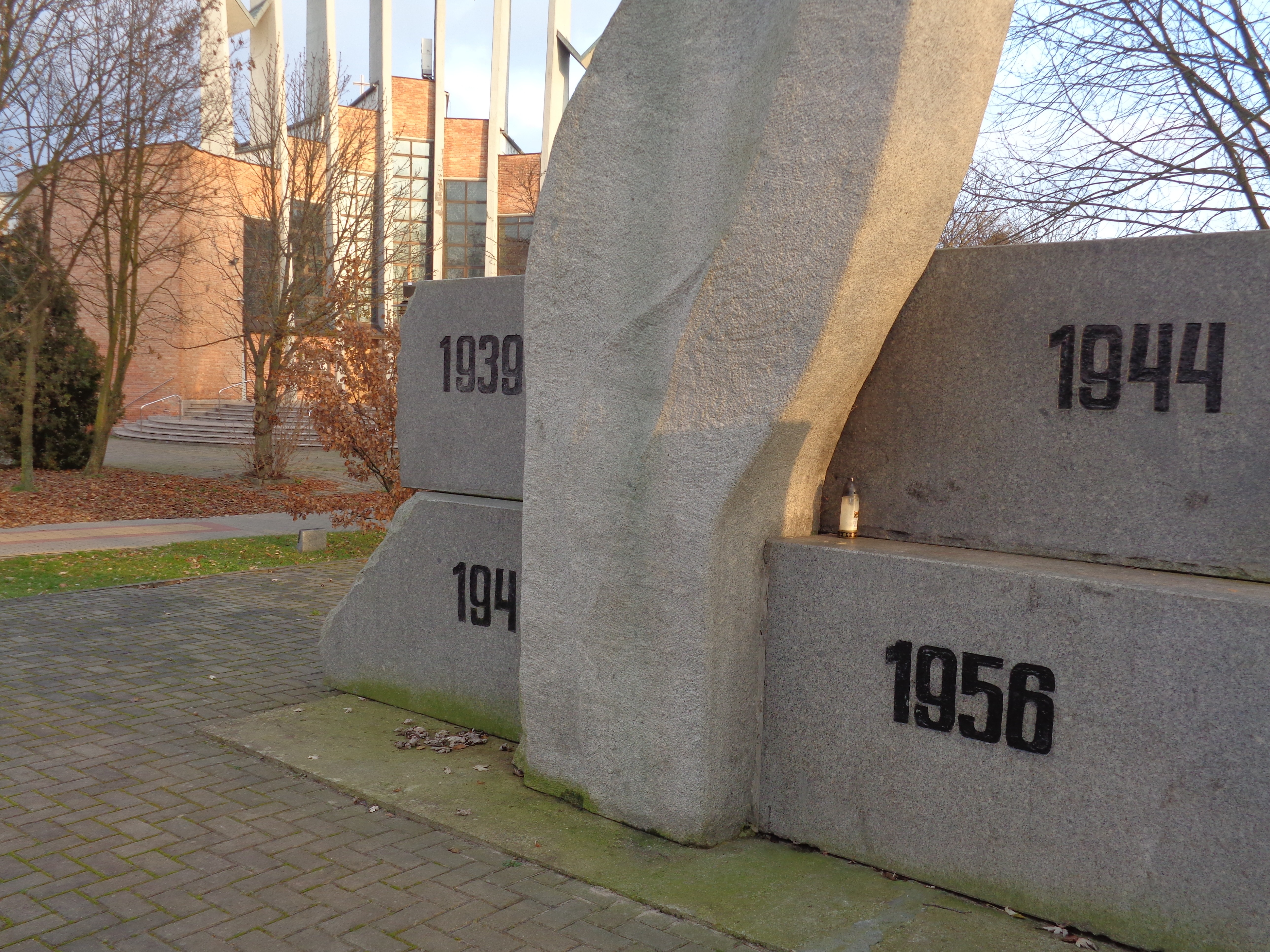
Kamienie z datami z historii Polski
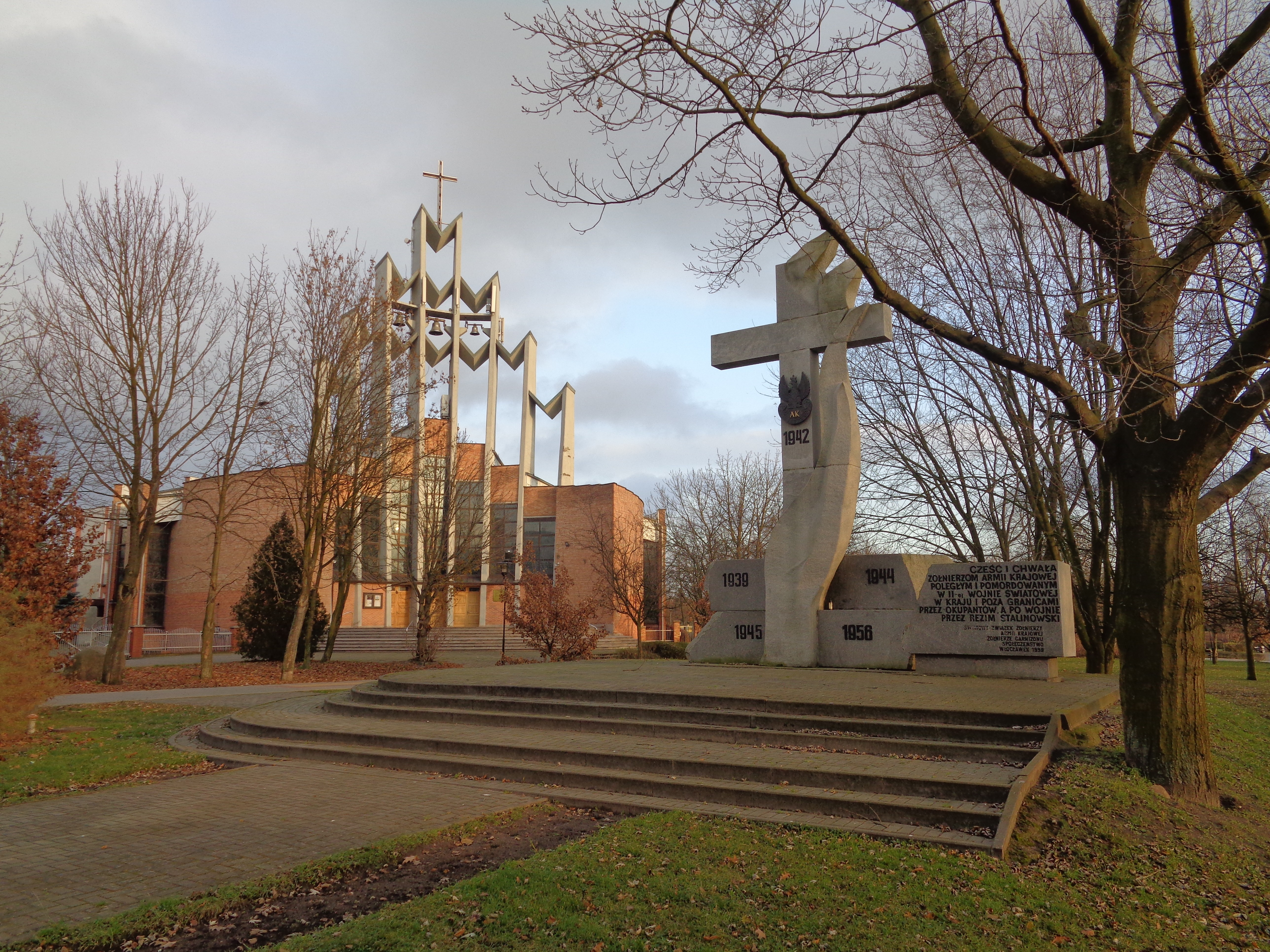
Kościół Najświętszego Zbawiciela na tle pomnika